# Colton Cowell
Colton Mark Cowell (Manhattan Beach, 4 marzo 1997) è un pallavolista statunitense, schiacciatore dei Las Vegas Ramblers.

## Carriera

### Club
La carriera di Colton Cowell inizia nei tornei scolastici hawaiani con la King Kekaulike HS; gioca anche a livello di club, prima con il Ku‘ikahi e poi con l'Hawai'i Elite Southside. Dopo il diploma entra a far parte della squadra universitaria della Hawaii, partecipando alla NCAA Division I dal 2016 al 2021, saltando l'annata 2017: dopo una finale nazionale persa, si aggiudica il titolo durante il suo ultimo anno, ricevendo anche qualche riconoscimento individuale.
Inizia la sua carriera da professionista in India, dove disputa la Prime Volleyball League 2022 con i Kochi Blue Spikers. Nella stagione 2022-23 è di scena in 1. Bundesliga, indossando la casacca del Lüneburg; al termine degli impegni in Germania, partecipa alla National Volleyball Association 2023 con i Las Vegas Ramblers.

### Nazionale
Nel 2019 debutta nella nazionale statunitense in occasione della Coppa panamericana.

## Palmarès

### Club
- NCAA Division I: 1

2021

### Premi individuali
- 2019 - NCAA Division I: Long Beach National All-Tournament Team
- 2020 - All-America Second Team
- 2021 - All-America Second Team